# Bread Ahead
Bread Ahead es una cadena de panaderías en el Reino Unido, con 6 tiendas Londres. Bread Ahead nació en 2013 de la mano de Matthew Jones y la primera tienda estaba ubicada en Borough Market en Londres. Bread Ahead especializa en pan de masa fermentada pan, donas y pasteles y productos de bollería, utilizando ingredientes de origen británico de comerciantes en Borough Market y Chelmsford en Essex.

## Panaderías
A partir de agosto de 2021, hay 6 panaderías Bread Ahead en Londres, 1 en Dubái y una franquicia en Arabia Saudita.
| Año  | Ubicación                |
| ---- | ------------------------ |
| 2013 | Borough Market           |
| 2016 | Pavilion Road            |
| 2020 | Hampstead                |
| 2019 | Wembley                  |
| 2020 | Dubái                    |
| 2021 | Southwark Cathedral Cafe |

## Curso Pastelería y Repostería
En 2014, a Bread Ahead montaron una escuela culinaria para enseñar cursos de  pastelería y repostería.  En los cursos de repostería, se les enseñaba a los clientes a hacer productos como donas, tortas, y panes.